# إتش إم إس مينغس
كانت المدمرة إتش إم إس مينغس (HMS Myngs) مدمرة من الفئة (زد) تابعة للبحرية الملكية بنتها شركة فيكرز-أرمسترونغ كسفينة قيادة لأسطول صغير، في مرفأ تينيسايد. وقد خدمت خلال الحرب العالمية الثانية، حيث شاركت في عمليات في بحر الشمال وقبالة الساحل النرويجي، قبل أن تشارك في بعض قوافل القطبية. وأمضت عشر سنوات أخرى في خدمة البحرية الملكية بعد انتهاء الحرب، قبل أن تُباع للبحرية المصرية، التي شغلتها باسم القاهر. وقد غرقت في غارة جوية إسرائيلية في 16 مايو 1970.

## خدمتها الحرب العالمية الثانية
بُناء على تكليفها وتأسيسها انضمت مينغس إلى أُسطول المدمرات الثاني، كجزء من الأسطول المحلي. عملت في منطقة بحر الشمال الغربية متصلةً ومرافقة لبعض القوافل الروسية. كما شاركت في الهجمات على البارجة الألمانية تيربيتز، ممثلة كجزء من ستار حماية حاملات الطائرات التي شاركت في العملية.
في أبريل 1945 نُقلت إلى أسطول المدمرات الرابع. وشاركت في احتفالات النصر في أوروبا (VE) في لندن بين يونيو وأغسطس 1945، جنباً إلى جنب مع المدمرتان زيست وزيلوس.

## خدمتها بعد الحرب
كانت مينغس جزءاً من أسطول المدمرات الرابع للأسطول المحلي، بين يونيو 1946 وأغسطس 1947. وفي أغسطس 1948 كانت جزءاً من أسطول الحماية الثالث، القابع في بورتلاند. وفي ما بين أبريل 1949 وأغسطس 1954 كانت جزءاً من أسطول التدريب الثاني في بورتلاند. وفي سبتمبر 1954، حُجزّت في انتظار تحويلها إلى فرقاطة من النوع 15. وفي يونيو 1953 شاركت في احتفالات تتويج الملكة إليزابيث في سبيتهيد. لكن في مايو 1955 نُقلت إلى مصر مع المدمرة زينيث (الفاتح).

## خدمتها في البحرية المصرية
أشترت مصر مينغس عام 1955 ودشنتها في البحرية المصرية باسم (القاهر). وجددتها شركة وايت في ميناء كاوز قبل أن تُبحر إلى مصر في 28 أغسطس 1956. وعادت إلى شركة وايت لإعادة تجديدها بين مايو 1963 ويوليو 1964.

## غرقها
مقالة مفصلة: عملية المدمرة القاهر
في 16 مايو 1970، أغرقت القوات الجوية الإسرائيلية المدمرة القاهر في برنيس، بالبحر الأحمر، خلال حرب الاستنزاف.

## المنشورات
- Marriott، Leo (1989). Royal Navy Destroyers Since 1945. Ian Allan Ltd. ISBN:0-7110-1817-0.{{استشهاد بكتاب}}:  صيانة الاستشهاد: التاريخ والسنة (link)
- Raven، Alan؛ Roberts، John (1978). War Built Destroyers O to Z Classes. London: Bivouac Books. ISBN:0-85680-010-4.
- Whitley، M. J. (1988). Destroyers of World War 2. Annapolis, Maryland: Naval Institute Press. ISBN:0-87021-326-1.

## وصلات خارجية
- Royal Navy History - HMS Myngs
- HMS Myngs at naval-history.net